# Jean-Paul Aron
Jean-Paul Aron (Strasburgo, 27 maggio 1925 – Parigi, 20 agosto 1988) è stato uno scrittore e giornalista francese, nipote di Raymond Aron.

## Biografia
Universitario e scrittore multiforme, collaborò a riviste come Le Nouvel Observateur. Agrégé di filosofia e scientifico, scrisse: 
- La Retenue, romanzo (Grasset, 1962)
- Point mort, romanzo (Grasset, 1964)
- Le Bureau e Fleurets mouchetés, teatro (Christian Bourgois, 1970)
- Les Voisines, teatro (L'Avant-Scène, 1980).

Lavorò sulla biologia all'inizio del XX secolo in Francia, come ricercatore del CNRS poi all'École des hautes études en sciences sociales della quale fu direttore di studi a partire dal 1977.
La sua opera più famosa è Les Modernes, pubblicata nel 1984.
Jean-Paul Aron pubblicò varie opere di carattere storico che esaminavano le pratiche sociali delle classi medie. Fu autore di due studi storici sull'alimentazione (Essai sur la sensibilité alimentaire à Paris au XIXe siècle, Armand Colin, 1967, e Le Mangeur du XIXe siècle, Laffont, 1973). Ha, inoltre, pubblicato Anthropologie du conscrit français (con Emmanuel Le Roy Ladurie, Mouton, 1972), uno studio sull'istituzione letteraria (Qu'est-ce que la culture française?, Denoël-Gonthier, 1975) e un saggio sulla repressione sessuale (Le Pénis et la démoralisation de l'Occident, con Roger Kempf, Grasset, 1978).
Colpito dall'AIDS, fu uno dei primi a rivelare la sua malattia sulla stampa, nonché una delle prime persone celebri in Francia a morire di questa malattia, alla quale seppe dare un volto umano, sfidandone la percezione sociale. È seppellito a Parigi, al numero 6 di rue du Repos.